# Bullita
Bullita is een geslacht van rechtvleugeligen uit de familie krekels (Gryllidae). De wetenschappelijke naam van dit geslacht is voor het eerst geldig gepubliceerd in 1986 door Gorochov.

## Soorten
Het geslacht Bullita omvat de volgende soorten:
- Bullita fusca Gorochov, 1986
- Bullita pacifica Gorochov, 1986
- Bullita transversa Desutter-Grandcolas, 1997
- Bullita unicolor Desutter-Grandcolas, 1997